# 선우황
선우 황(鮮于璜, ? ~ 125년)은 후한 중기의 관료로, 자는 백겸(伯謙)이다. 독우(督郵) 선우식(鮮于式)의 손자이며, 주종사(州從事) 선우웅(鮮于雄)의 적장자다.

## 생애
안문태수를 지냈고, 125년에 죽었다. 선우황이 죽은 지 40년 뒤, 그의 손자는 165년에 《선우황비(鮮于璜碑)》을 세우면서 기자(箕子)의 후손으로 비문에 기록하였다. 선우황은 특별한 업적은 없으나, 선우황비는 중산국의 비밀을 풀어줄 유물로 간주되어 학계의 관심이 대상이 되었다.
1979년 선우황비가 하북성에서 처음 발견되었다. 비문의 내용은 선우황이 은나라 기자(箕子)의 후예다라는 것이었다. 한나라 무렵 상나라에 관한 많은 루머가 양산되었고 그런 부분을 적시하였을 가능성도 있어 실제 사실 관계는 명확하지 않지만, 중산국이 고대 상나라의 제후국 이었던 고죽국과 같은 지역이어서 관련성은 상정 할 수는 있다.

## 참조
중국에 선우 가문은 지역 명을 성으로 하여서 다양하며, 철륵 같은 돌궐 민족에도 선우씨가 많았다.

## 같이 보기
- 중산국
- 연나라
- 위나라
- 조나라
- 선우걸